# Берутарубе
Берутарубе (рос. Берутарубе; яп. ベルタルベ山, Berutarube-zan) — діючий вулкан на острові Ітуруп Великої Курильської гряди, що знаходиться під контролем Росії.
Пологий стратовулкан Берутарубе  заввишки 1221 м утворює південно-західний край острова Ітуруп. Фланги андезит-дацитового вулкана глибоко розчленовані широкими льодовиковими долинами; низька сідловина з північно-східного боку відділяє її від схилів кальдери Левова Паща. Єдина відома голоценова активність створила невеликий пірокластичний конус, який накладався на пересічні верхівки підковоподібних долин і цирків на широкій еродованій вершині вулкана. Гідротермально змінений конус вершини був джерелом двох невеликих потоків лави. За оцінками, Берутарубе припинив виверження лише від кількох сотень до щонайбільше 1000 років тому . Ніяких підтверджених історичних вивержень не відомо, хоча відмічена фумарольна активність у результаті якої відкладається сірка. 